# Alberto Borghetti
Alberto Borghetti (Cesena, 29 maggio 1967) è un ingegnere italiano, professore ordinario presso il Dipartimento di Ingegneria dell'Energia Elettrica e dell'Informazione "Guglielmo Marconi" dell'Università di Bologna.
È stato nominato fellow dell'Institute of Electrical and Electronics Engineers (IEEE) nel 2015 per contributi alla modellizzazione di sistemi di distribuzione di energia elettrica in condizioni transitorie.

## Carriera
Si laurea con lode in ingegneria elettrotecnica presso l'università di Bologna nel 1992, diventando prima ricercatore, poi professore associato e infine ordinario nello stesso ateneo. Svolge le sue ricerche, che spaziano tra lo studio dei sistemi elettrici per l'energia, le smart grid, il mercato elettrico, le centrali elettriche e la generazione distribuita, presso il LISEP, laboratorio di ingegneria dei sistemi elettrici di potenza dell'università di bologna, il cui coordinatore è il professor Carlo Alberto Nucci.